# 原开滦矿务局大楼
开滦矿务局大楼是开滦矿务总局在中国天津建造的总部大楼，兴建于1920年，选址在天津英租界的咪哆士道（今和平区泰安道5号），该建筑目前是天津市文物保护单位和特殊保护等级历史风貌建筑。

## 历史
1912年，开平公司与滦州矿务公司联合成立开滦矿务总局。1920年1月21日，开滦矿务总局经理纳森提出建造新的总局大楼并投资53万两白银。1920年，新办公大楼开始打地基，当时的建筑材料基本从英国订购，其中，门窗地板材料从菲律宾与日本订购，并从英国聘请了一位材料估计员。1922年3月31日，开滦矿务局大楼在天津举行启用典礼并邀请了英国公使及直隶省长剪彩，他们二人分别保有当时大楼开门仪式中使用的纯金钥匙。1949年，天津解放。开滦矿务总局办公大楼为中国共产党天津市委员会接管并使用至今。

## 建筑
原开滦矿务局大楼由英商同和工程司美籍工程师爱迪克生和达拉斯联合设计。该建筑为混合结构三层楼房（设有地下室），采用对称严格的古典三段式构图，坐南朝北，占地面积1万平方米，约合18亩，总建筑面积9千余平方米。大楼外立面为水刷石断块墙面。一、二层为14根高10米的爱奥尼克巨柱式空廊大楼，墙面转角处作壁柱装饰。三层檐部以齿状装饰并设有阁楼层。门口设有坡道，四座水磨石古典式花盆分别设于高石台阶两侧。开滦矿务局大楼内部是三层贯通的大厅，厅顶为半圆形，以紫铜板柱头的爱奥尼亚大理石立柱来支撑，顶拱上有雕饰。厅内地面以彩色马赛克装饰，墙群用大理石砌成，墙壁镶有彩色玻璃。楼内主房间内装有木制古典式壁柱和壁炉。是一座希腊古典复兴式建筑风格的欧洲古典建筑。

## 曾经在此办公的著名人物
- 愛德華·喬納·納森[7][8]，时任开滦矿务局董事部主席兼经理。
- 周学熙，清举人。袁世凯幕僚。清末民初实业家，政治家。开滦矿务局、启新洋灰公司的创办人。
- 赵元礼，天津四大书法家之一，时任开滦矿务局秘书。
- 李光羲，中国男中音歌唱家，代表曲目为《祝酒歌》。1946年进入开滦公司任职员。
- 黄克诚，时任天津市委书记。
- 黄敬，时任天津市委书记。
- 倪志福，时任天津市委书记。
- 李瑞环，时任天津市委书记。
- 张立昌，时任天津市委书记。
- 张高丽，天津市委书记。